# Cronologia di Gesù

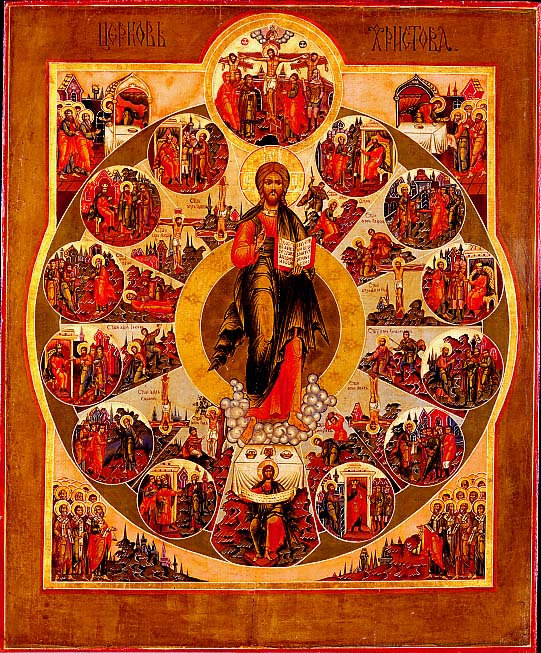
Icona russa medievale che rappresenta la Vita di Cristo

La cronologia di Gesù è il tentativo di stabilire una linea del tempo per gli eventi della vita di Gesù. Gli studiosi hanno correlato documenti della tradizione ebraica e greco romana nonché i calendari astronomici con gli eventi del Nuovo Testamento per stimare le date dei principali eventi nella vita di Gesù.
Due sono i principali metodi di approccio utilizzati genericamente per identificare la nascita di Gesù: sulla base dei resoconti nel Vangelo con riferimento al regno di Erode il Grande, mentre l'altra è il substrato di informazioni derivate dalla frase "circa 30 anni" di Gesù all'inizio della sua predicazione. Gran parte degli studiosi, sulla base di queste informazioni, presumono la data di nascita di Gesù tra il 6 ed il 4 a.C.
Tre sono i dettagli utilizzati per stimare il periodo in cui Gesù iniziò sua la predicazione: il dato dell'età di "circa 30 anni" durante il "quindicesimo anno" di regno di Tiberio, oltre alla data della costruzione del Tempio di Gerusalemme ed alla data della morte di Giovanni il Battista. Un tempo, gli studiosi stimavano che Gesù avesse iniziato la propria opera di predicazione attorno al 28–29 d.C. Secondo i tre vangeli sinottici Gesù continuò la predicazione per almeno un anno e, secondo San Giovanni Evangelista, per tre anni.
Cinque sono i metodi che sono stati utilizzati per stimare la data della crocifissione di Gesù. Una utilizza fonti non cristiane come Giuseppe Flavio e Tacito. Un'altra prova costituisce lo stabilire storicamente il processo avvenuto per San Paolo da parte del proconsole romano Gallio a Corinto nel 51/52 come pure stimare la data della conversione di San Paolo. Entrambi i metodi hanno dato come risultato il 36 d.C. come limite massimo per la crocifissione di Gesù. Per questo motivo gli studiosi sono soliti ritenere che storicamente Gesù sia stato crocifisso tra il 30 ed il 36 d.C. Il metodo astronomico elaborato da Isaac Newton si è basato sul calcolo delle lune piene passate che sono state precedute da un venerdì, come specificato da tutti e quattro i vangeli; questo dato ha restituito due date possibili per la crocifissione, il 7 aprile dell’anno 30 ed il 3 aprile dell'anno 33 d.C. Secondo il metodo delle eclissi lunari, la dichiarazione di San Pietro secondo la quale la luna si mutò in sangue alla crocifissione (At 2,14-21) potrebbe fare riferimento all'eclissi lunare del 3 aprile 33; malgrado ciò gli astronomi discutono se l'eclissi fosse visibile da un punto come Gerusalemme. Recenti ricerche astronomiche hanno comparato le date così ricavate immaginando l'Ultima Cena al 1º aprile 33, la crocifissione il venerdì 3 aprile 33 e la resurrezione due giorni dopo.

## Contesto storico

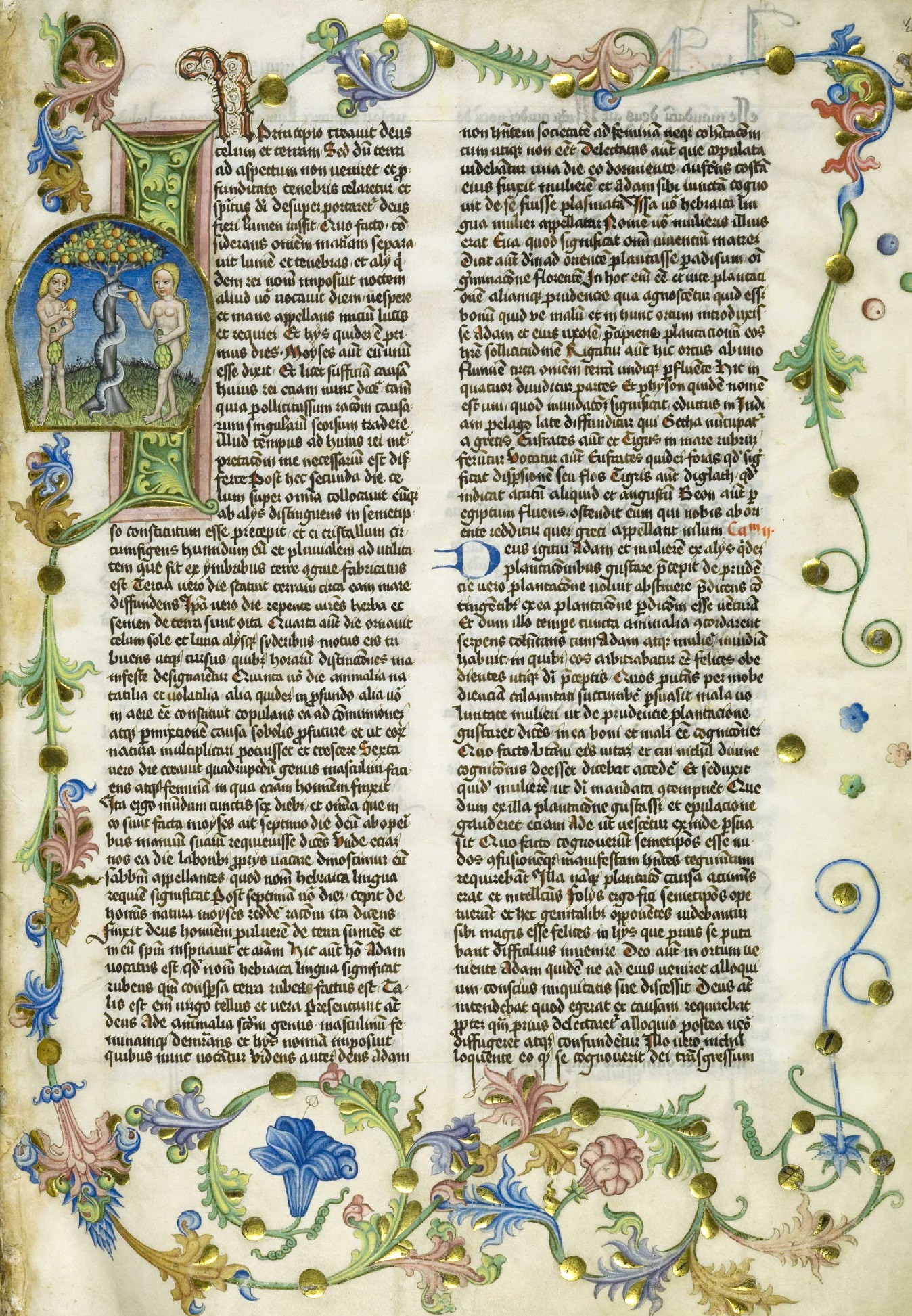
Antichità giudaiche di Giuseppe Flavio, c. 93-94 d.C., una delle fonti cronologiche di Gesù.

I vangeli cristiani non danno una lista esaustiva degli eventi della vita di Gesù. I vangeli vennero scritti come documenti teologici in un contesto del cristianesimo delle origini piuttosto che come una cronaca storica dei fatti e pertanto i loro autori ebbero ben poco interesse nel produrre una cronologia precisa della vita di Gesù o nel sincronizzare gli episodi della sua vita con la storia secolare dell'epoca. Un'indicazione del fatto che i vangeli siano intesi come documenti teologici piuttosto che come cronache storiche è il fatto che essi dedichino un terzo del loro spazio agli ultimi sette giorni di vita di Gesù, la Settimana Santa a Gerusalemme, la Passione.
Malgrado ciò, i vangeli forniscono alcuni dettagli sugli eventi che possono essere chiaramente datati storicamente di modo da poter stabilire delle date riguardanti i principali eventi della vita di Gesù utilizzando altre fonti indipendenti. Un gran numero di documenti storici non cristiani, come ad esempio le fonti greche e romane, sono state utilizzate nell'analisi storica della cronologia di Gesù. Virtualmente tutti gli storici moderni sono concordi nel ritenere l'esistenza storica di Gesù, come pure al suo battesimo ed alla sua crocifissione, e danno per assodato che tali elementi possano essere stimati a livello di datazione.
Utilizzando tali metodi, gran parte degli studiosi ha dato per assunta la data di nascita di Gesù tra il 6 ed il 4 a.C., e quindi l'inizio della predicazione di Gesù tra il 27–29 d.C., perdurata per almeno tre anni. La morte di Gesù viene calcolata tra il 30 ed il 36 d.C.

## Anno della nascita di Gesù
La data di nascita di Gesù di Nazareth non è indicata in nessuno dei vangeli, né in alcun testo di natura secolare, ma la maggior parte degli studiosi concorda che essa sia avvenuta tra il 6 ed il 4 a.C. Due sono stati i metodi utilizzati per stimare l'anno della nascita di Gesù: uno basato sul resoconto della sua nascita presente nei vangeli con riferimento al regno di Erode il Grande, ed un altro basato sull'estrapolazione del dato dei "circa 30 anni" come inizio della sua predicazione (Lc 3, 23) durante "il quindicesimo anno di regno di Tiberio" (Lc 3,1-2): i due metodi indicano la data di nascita prima della morte di Erode nel 4 a.C. o attorno all'anno 2 a.C. rispettivamente.

## Gli anni della predicazione

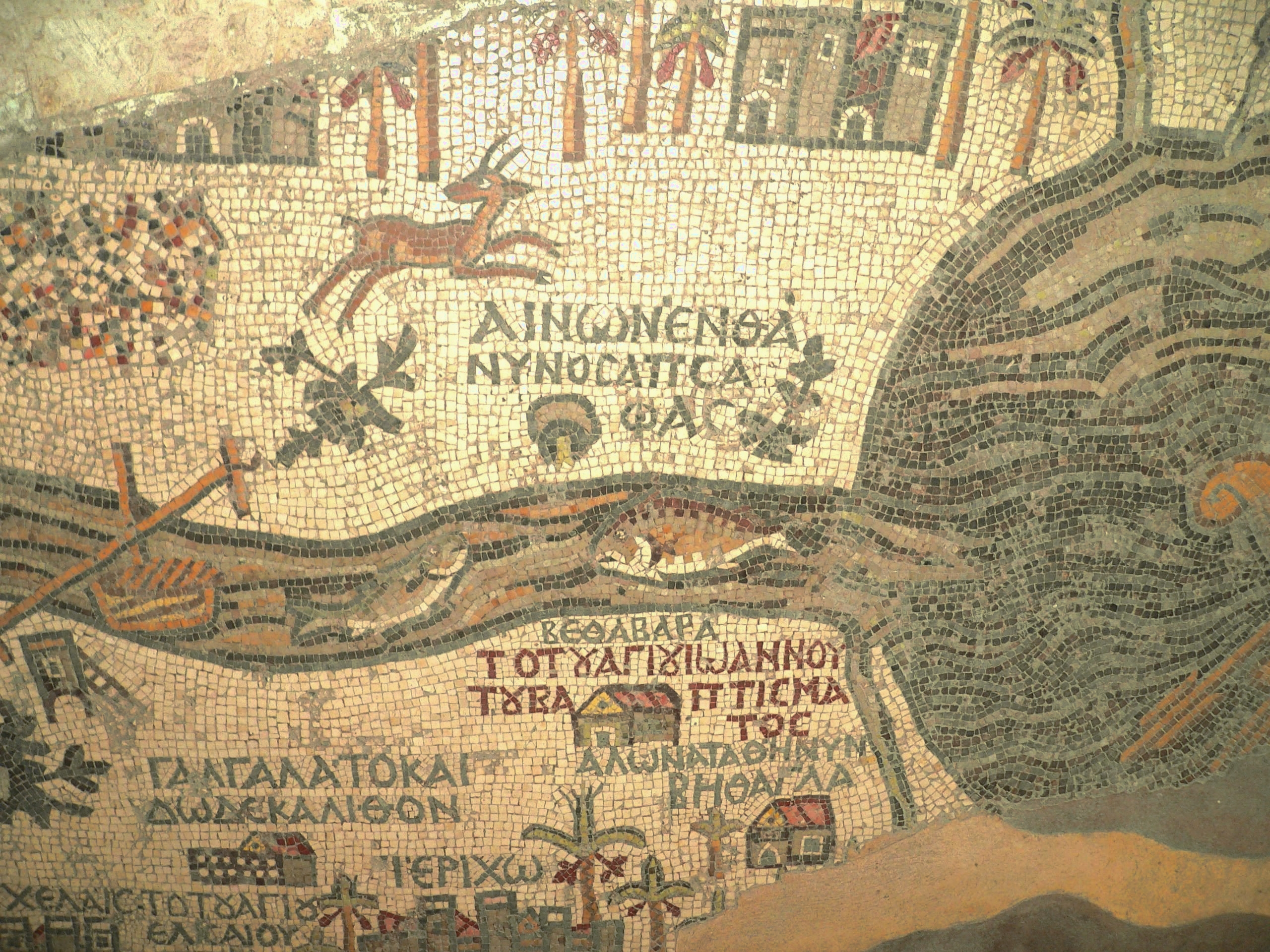
Parte della mappa di Madaba che mostra Bethabara (Βέθαβαρά), il luogo ove battezzava Giovanni il Battista

Uno dei metodi per stimare l'inizio della predicazione di Gesù nonché del suo ministero è basato sul vangelo di Luca che cita espressamente (Lc 3,1-2) il periodo del ministero di Giovanni il Battista come precedente a quello di Gesù in ordine cronologico:

Ora nel quindicesimo anno di regno di Tiberio Cesare, Ponzio Pilato era divenuto governatore della Giudea, ed Erode era tetrarca in Galilea, e suo fratello Filippo tetrarca nella regione di Iturea e Trachoniti, ed i tetrarca Lisania in Abilene, durante l'alto sacerdozio di Anna e Caifa, la parola di Dio venne a Giovanni figlio di Zaccaria [...]

Il regno di Tiberio ha avuto inizio alla morte del suo predecessore Augusto nel settembre del 14 d.C., fatto che implica che il ministero di Giovanni il Battista sia iniziato attorno al 28 o al 29 d.C. Riesner ha proposto come alternativa che Giovanni il Battista avesse iniziato il proprio ministero nel 26/27 d.C. dal momento che Tiberio governò con Augusto per almeno due anni prima di divenire l'unico regnante effettivo. Pertanto il quindicesimo anno di regno di Tiberio potrebbe essere contato dal 12 d.C. Ad ogni modo tale ultima supposizione è considerata meno comprovabile, dal momento che tutti i principali storici romani che hanno dato indicazioni sugli anni di regno di Tiberio - Tacito, Svetonio e Cassiodione per citarne alcuni - l'hanno contato dalla morte di Augusto nel 14 a.C. Inoltre, l'evidenza numismatica mostra che Tiberio iniziò il proprio regno nel 14 d.C.

## Data della crocifissione
Una delle date più importanti a livello storico e tra le più ricercate per comprovare storicamente l'esistenza di Gesù, è certamente quella della sua crocifissione. Per determinarla sono stati utilizzati diversi metodi, confronti storici e l'utilizzo della maggior parte delle fonti disponibili, cristiane e non, sull'argomento.
Storicamente è comprovata la figura di Pilato e della sua prefettura a Gerusalemme. Essa è stata confrontata inoltre con le date di regno di Erode Antipa che pure rientra nella storia della Passione di Gesù come citato nei vangeli. Un altro metodo, più complesso, tende a stabilire la data della conversione di San Paolo partendo dalle sue dichiarazioni contenute negli Atti degli Apostoli, dove si fanno dei riferimenti anche al suo ritorno a Gerusalemme. Secondo il Nuovo Testamento, San Paolo trascorse otto mesi a Corinto prima del suo giudizio, circa diciassette anni dopo la sua conversione. La Lettera ai Galati (2, 1-10) indica che san Paolo tornò a Gerusalemme quattordici anni dopo la sua conversione e dopo varie missioni (a quel tempo con Barnaba) narrate in At 11, 25-26 e 2Cor 11, 23-33. La data della conversione di san Paolo è genericamente compresa tra il 33 ed il 36 d.C. e pertanto secondo questa teoria la morte di Gesù sarebbe da far precedere a questo range.

## Risurrezione "il terzo giorno"
Dopo la crocifissione, i vangeli riportano la scoperta della tomba vuota di Gesù e successivamente gli stessi vangeli e San Paolo danno il resoconto della risurrezione di Gesù. Una potenziale contraddizione storica riguarda il fatto che la risurrezione sia avvenuta "il terzo giorno" (ad esempio in Mt 16,21) quando anche Matteo (Mt 12,40) indica che Gesù era stato sepolto "per tre giorni e per tre notti". Il moderno concetto di zero come numero venne introdotto dagli studiosi indiani solo nel V secolo d.C., e pertanto lo stesso calendario gregoriano non ha mai avuto un "anno 0 d.C." bensì esso inizia con l'anno 1 d.C. che è immediatamente preceduto dall'1 a.C. Applicata all'epoca, in assenza del giorno "zero" il linguaggio moderno ad esempio continua a riferirsi alle due settimane come "quindici giorni", Seguendo la pratica generale di quel tempo, i vangeli hanno un sistema di conto spiegato in Mt 27, 62–64: 
Matteo utilizza pertanto la frase "dopo tre giorni" e "sino al terzo giorno" in maniera intercambiabile.

## Stime antiche
Nei secoli altri studi sono stati proposti sulla cronologia della vita di Gesù. Eusebio, nella sua Historia Ecclesiae pubblicata nel 313 d.C. nella sua prima edizione, pose la nascita di Gesù nel quarantaduesimo anno del regno di Augusto dopo aver soggiogato l'Egitto e dopo le morti di Antonio e Cleopatra, ovvero nel 3 a.C. Lo storico romano Lattanzio del III/IV secolo indica che Gesù venne crocifisso il 23 marzo dell'anno 29. Massimo il Confessore e Cassiodoro asseriscono che la morte di Gesù sia avvenuta nel 31 d.C.
Dionigi il Piccolo nel 525 d.C. utilizzò le tavole della Pasqua per calcolare le date della festività all'epoca quando gli anni erano identificati tramite il nome del console in carica. Lo stesso Dionigi riporta nella sua opera che essa è stata scritta nel "presente anno" del "consolato di Probo Iuniore", ovvero 525 anni "dall'incarnazione di Nostro Signore Gesù Cristo". Dionigi riteneva quindi che l'incarnazione di Gesù avesse avuto luogo 525 anni prima della scrittura della sua opera.
Bonnie J. Blackburn e Leofranc Holford-Strevens hanno ritenuto che Dionigi intendesse identificare l'incarnazione di Gesù come relativa alle possibili date del 2 o 1 a.C. o 1 d.C. Tra le fonti di confusione vi sono:
- Il fatto che in epoca moderna il termine incarnazione è sinonimo di concepimento, ma per gli scrittori antichi, come il Venerabile Beda, essa era sinonimo di Natività ("e il Verbo si fece carne").
- L'anno civile o consolare iniziava il 1º gennaio ma l'anno dioclezianeo iniziava il 29 agosto.
- Vi sono degli errori nelle liste consolari.
- Vi sono delle confusioni sugli anni di regno degli imperatori.

Non è dato a sapere se Dionigi abbia infine stabilito la data corretta per la nascita di Gesù. Le due principali teorie derivabili da Dionigi si basano sul calcolo a partire dal vangelo di Luca, il quale definisce che Gesù aveva "circa trent'anni" poco dopo "il quindicesimo anno di regno di Tiberio Cesare".
Lo storico anglosassone Beda il Venerabile, che conosceva il lavoro di Dionigi, utilizzò il termine Anno Domini per datare la sua Storia ecclesiastica del popolo inglese, completata nel 731 d.C. Sia Dionigi che Beda ritengono l'Anno Domini come l'incarnazione di Gesù, ma "la distinzione tra incarnazione e natività non è stata definita sino alla fine del IX secolo, quando talvolta l'incarnazione era identificata col concepimento di Cristo, ovvero con l'Annunciazione il 25 marzo". Sul continente europeo, l'Anno Domini venne introdotto nel sistema di calendarizzazione a partire dall'epoca carolingia dallo studioso e chierico inglese Alcuino alla fine dell'VIII secolo. Il suo appoggio da parte dell'imperatore Carlo Magno e dei suoi successori rese popolare questo calendario nell'Impero carolingio, andando così a costituire il corpo principale del calendario odierno.